# Liste der Bodendenkmale in Schwissel
In der Liste der Bodendenkmale in Schwissel sind die Bodendenkmale der Gemeinde Schwissel nach dem Stand der Bodendenkmalliste des Archäologischen Landesamts Schleswig-Holstein von 2016 aufgelistet.
| Denkmal-ID           | Befundart           | Bezeichnung         | Zeitstellung                 | Lage | Bemerkungen | Bild |
| -------------------- | ------------------- | ------------------- | ---------------------------- | ---- | ----------- | ---- |
| aKD-ALSH-Nr. 004 533 | Grabmal > Grabhügel | Grabhügel           | Vor- und/oder Frühgeschichte |      |             |      |
| aKD-ALSH-Nr. 004 534 | Grabmal > Grabhügel | Grabhügel           | Vor- und/oder Frühgeschichte |      |             |      |
| aKD-ALSH-Nr. 004 535 | Grabmal > Grabhügel | Grabhügel           | Vor- und/oder Frühgeschichte |      |             |      |
| aKD-ALSH-Nr. 004 536 | Grabmal > Langbett  | Langbett/Steinreihe | Neolithikum                  |      |             |      |
| aKD-ALSH-Nr. 004 537 | Grabmal > Grabhügel | Grabhügel           | Vor- und/oder Frühgeschichte |      |             |      |
| aKD-ALSH-Nr. 004 538 | Grabmal > Grabhügel | Grabhügel           | Vor- und/oder Frühgeschichte |      |             |      |
| aKD-ALSH-Nr. 004 539 | Grabmal > Langbett  | Langbett/Steinreihe | Neolithikum                  |      |             |      |